# Калейкинское сельское поселение
Калейкинское се́льское поселе́ние — муниципальное образование в Альметьевском районе Татарстана Российской Федерации.
Административный центр — село Калейкино.

## История
Статус и границы сельского поселения установлены Законом Республики Татарстан от 31 января 2005 года № 9-ЗРТ «Об установлении границ территорий и статусе муниципального образования "Альметьевский муниципальный район" и муниципальных образований в его составе».

## Население
| 2010  | 2011  | 2012  | 2013  | 2014  | 2015  | 2016  |
| ----- | ----- | ----- | ----- | ----- | ----- | ----- |
| 1693  | →1693 | ↗1700 | ↗1736 | ↗1763 | ↘1762 | ↗1766 |
| 2017  | 2018  |       |       |       |       |       |
| ↘1751 | →1751 |       |       |       |       |       |

## Состав сельского поселения
| № | Населённый пункт | Тип населённого пункта       | Население |
| - | ---------------- | ---------------------------- | --------- |
| 1 | Калейкино        | село, административный центр |           |
| 2 | Сабанче          | деревня                      |           |